# Clara Ingram Judson
Clara Ingram Judson, née en 1879 dans l'Indiana et morte en 1960 dans l'Illinois, est une autrice américaine de livres pour enfants, principalement des ouvrages éducatifs, dont plusieurs biographies de présidents américains.

## Biographie
Clara Ingram naît le 4 mai 1879 à Logansport dans l'Indiana. Elle épouse James McIntosh Judson en 1901. Son premier livre est Flower Fairies, publié en 1915 avec des illustrations de Maginel Wright Enright. Elle écrit 19 volumes de la série Mary Jane entre 1918 et 1939. Elle est à trois reprises finaliste de la médaille Newbery, en 1951 pour Abraham Lincoln, Ami du peuple, en 1954 pour Theodore Roosevelt, Fighting Patriot, tous deux consacrés aux présidents américains, et en 1957 pour Mr. Justice Holmes, sur la vie du juge Oliver Wendell Holmes Jr.
De juin 1923 à juin 1925, Judson préside l'association des femmes journalistes de l'Illinois. Elle publie des articles dans Ladies' Home Journal, Child Life, The American et The American Legion Weekly.
Ses reportages sur l'économie ménagère sur la station WLS à Chicago à partir de 1928 font d'elle l'une des premières femmes à faire de la radio.
Elle meurt le 24 mai 1960 à Evanston dans l'Illinois, peu de temps avant de recevoir la Médaille Laura Ingalls Wilder.
Le prix Clara Ingram Judson, fondé par la Société des auteurs du Midland, récompense l'écriture la plus créative destinée aux enfants du Midwest.

## Récompenses
- 1960, Médaille Laura Ingalls-Wilder

## Œuvres choisies
- Flower Fairies, illustré par Maginel Wright Enright (Rand McNally, 1915)
- Good-night stories, illustré par Clara Powers Wilson (AC McClurg & Co., 1916)
- Billy Robin and his neighbors, illustré par Warner Carr (Rand McNally, 1917)
- Mary Jane's Kindergarten, illustré par Frances White (Grosset & Dunlap, 1918)[7]
- The Junior Cook Book (Barse & Hopkins, 1920)
- Mary Jane in Canada, illustré par Charles L. Wrenn (Barse & Hopkins, 1924)
- Mary Jane's summer fun, illustré par Wrenn (Barse, 1925)
- Virginia Lee, illustré par Wrenn (Barse, 1926)
- Mary Jane in France, illustré par Wrenn (Grosset et Dunlap, 1924)
- Mary Jane in Italy, illustré par Marie Schubert (Grosset et Dunlap, 1933)
- Mary Jane in Spain, illustré par Marie Schubert (Grosset, 1937)